# Elize Ryd

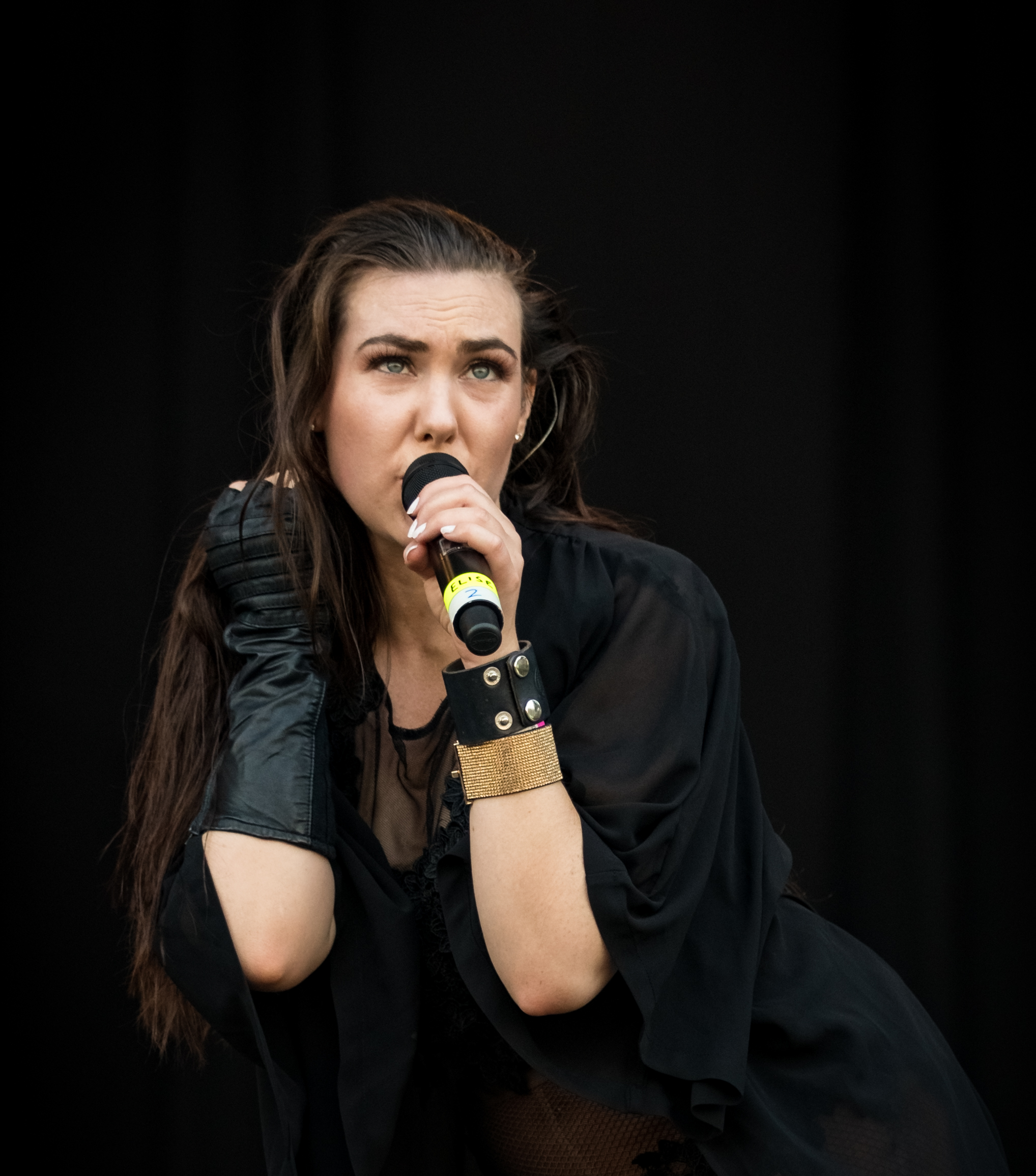
Elize Ryd mit Amaranthe live beim Wacken Open Air 2018

Elize Ryd (* 15. Oktober 1984 in Värnamo als Hanna Elise Isabella Maj Höstblomma Ryd) ist eine schwedische Sängerin und Tänzerin. Sie ist seit 2008 Sängerin der schwedischen Metal-Band Amaranthe. Ihre Stimmlage ist Sopran.

## Biografie

### Kindheit und Jugend
Elize Ryd wuchs zusammen mit zwei Geschwistern in einer musikalischen Familie auf. Bereits im Alter von drei Jahren begann sie zu singen und zu tanzen; schnell wurde ihr Talent deutlich. Sie nahm Tanzunterricht und hatte im Alter von vier Jahren ihren ersten öffentlichen Auftritt.
Mit 13 Jahren gewann sie als jüngste Teilnehmerin einen Talentwettbewerb in Göteborg und erhielt eine Auszeichnung als „vielversprechendste Sängerin“.
Nach ihrem Schulabschluss entschied sie sich für eine musikalische Karriere und besuchte von 2000 bis 2003 die Kongahälla School, Musical Line. Auch hier erhielt sie eine Auszeichnung für die „schönste Stimme“.

### Der Weg zu Amaranthe
Mit Rockmusik kam Elize Ryd zum ersten Mal in Berührung, als sie ein Angebot der schwedischen Power-Metal-Band Falconer annahm, als Gastsängerin bei den Aufnahmen für das nächste Album der Band mitzuwirken.
Nachdem sie beim Cabaret Lorensberg in Göteborg gearbeitet hatte, traf sie Jake E. Lundberg von der Band Dreamland sowie Olof Mörck von Dragonland. Mit beiden Bands nahm sie Songs auf und freundete sich mit Lundberg und Mörck an.
2007 machte sie ihren Abschluss an der Gothenburg's Performing Arts School und schloss sich 2008 einem Projekt an, an dem Jake E. Lundberg und Olof Mörck arbeiteten. Kurz darauf erhielt das Projekt den Namen Avalanche; 2009 folgte die Umbenennung der Band in Amaranthe.

### Durchbruch mit Amaranthe

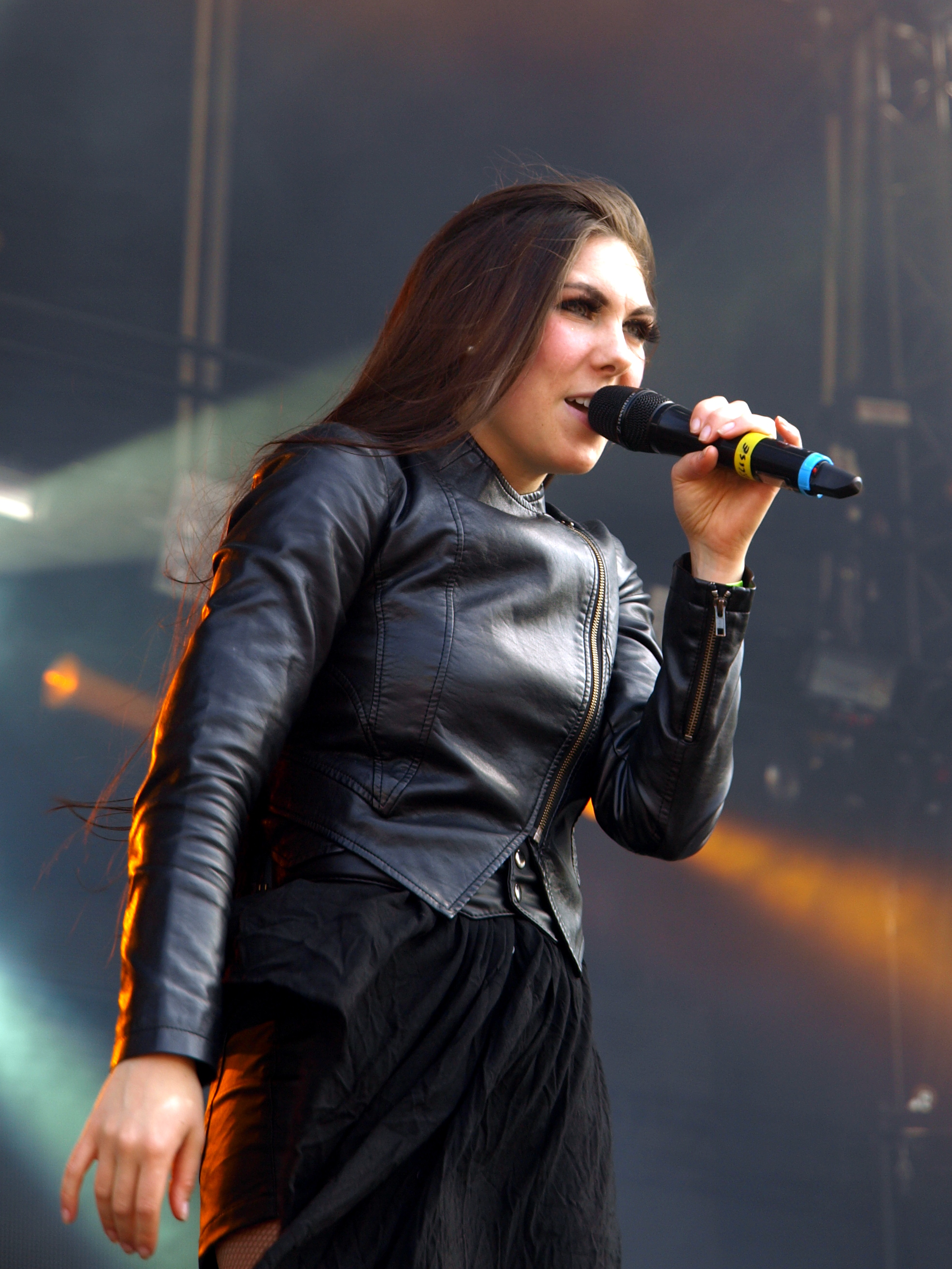
Elize Ryd bei einem Live-Auftritt mit Amaranthe beim Tuska Open Air Metal Festival 2013

2009 veröffentlichte die Band zunächst eine EP mit dem Titel Leave Everything Behind.
Das Debüt-Album der Band mit dem Titel Amaranthe erschien im April 2011 und erreichte Platz 16 der finnischen und Platz 35 der schwedischen Charts. Im selben Jahr folgten Europa-Tourneen mit den Bands Kamelot (Frühjahr) und Hammerfall (Herbst). 2012 trat die Band beim Wacken Open Air und anderen Festivals auf.
Im März 2013 erschien das zweite Album The Nexus, das Platz 4 in den finnischen und Platz 6 in den schwedischen Charts erreichte. Es folgte eine Europa-Tournee mit der finnischen Power-Metal-Band Stratovarius. Im Juli 2013 absolvierte die Band ihre erste Nordamerika-Tournee mit insgesamt elf Konzerten in den USA und Kanada. Im Frühjahr 2014 folgte eine Europa-Tournee unter dem Titel The Invincible Tour 2014.
Das dritte Studioalbum Massive Addictive wurde am 17. Oktober 2014 in Europa veröffentlicht.

### Zusammenarbeit mit Kamelot
2010 erhielt Elize Ryd das Angebot, die Melodic-Power-Metal-Band Kamelot als Tournee-Sängerin zu begleiten. 2011 schloss sie sich Kamelot erneut an und unterstützte die Band als Gastsängerin unter anderem auf einer Welttournee durch Nordamerika, Südamerika und Europa.
2012 beteiligte sie sich als Gastsängerin an den Aufnahmen zu dem Album Silverthorn von Kamelot. Zudem wirkte sie in dem Musikvideo zu dem Song Sacrimony (Angel of Afterlife) mit.

### Trivia
- Zu ihren musikalischen Einflüssen zählt sie insbesondere Queen und ABBA.[8]
- Neben ihrer mehrjährigen Zusammenarbeit mit Kamelot beteiligte sich Elize Ryd auch an zahlreichen anderen Projekten und Studioaufnahmen verschiedener Bands (unter anderem Takida, Dreamstate, Dragonland, Timo Tolkki’s Avalon).[1]
- Bei der Eröffnungszeremonie des Gothia Cups 2012 sang Elize Ryd das Lied Euphoria von Loreen.[9]
- Am 28. September 2012 hatte Elize Ryd gemeinsam mit Alissa White-Gluz (Arch Enemy, Ex-The Agonist, Kamelot) einen kurzfristigen Gastauftritt bei einem Konzert der Symphonic-Metal-Band Nightwish in Denver, um deren erkrankte Sängerin Anette Olzon zu ersetzen.[10][11]
- Im Jahr 2006 bewarb sich Elize Ryd als Nachfolgerin von Tarja Turunen bei der Band Nightwish. 2013 veröffentlichte sie ein Demo-Band hiervon.[12][13]
- Im Dezember 2013 hatte Elize Ryd einen Auftritt beim finnischen Fernsehsender Yle TV1, als sie Ave Maria im Duett mit Marco Hietala (Nightwish) sang.[14]
- Am 4. Dezember 2014 wurde das Weihnachtslied Christmas Is Here veröffentlicht.[15] Es handelt sich um ein Duett von Elize Ryd und Tony Kakko (Sonata Arctica).
- 2015 wurde Elize Ryd vom renommierten Playboy-Magazin zu den 14 hottest Metal Maidens, also zu einer der 14 attraktivsten Metal-Musikerinnen gewählt.[16]

## Diskografie

### Mit Amaranthe
Studioalben
- 2011: Amaranthe
- 2013: The Nexus
- 2014: Massive Addictive
- 2016: Maximalism
- 2018: Helix
- 2020: Manifest
- 2024: The Catalyst

Singles/Musikvideos
- 2011: Hunger
- 2011: Rain (ohne Video)
- 2011: Amaranthine
- 2012: 1.000.000 Lightyears
- 2013: The Nexus
- 2013: Burn With Me
- 2013: Invincible
- 2014: Drop Dead Cynical
- 2015: Trinity
- 2015: Digital World
- 2015: True
- 2016: That Song
- 2017: Boomerang
- 2017: Maximize
- 2018: 365
- 2018: Countdown
- 2020: 82nd All the Way (Sabaton Cover)
- 2020: Do or Die (mit Angela Gossow)
- 2020: Viral
- 2020: Strong (mit Noora Louhimo)
- 2020: Archangel
- 2020: Fearless
- 2020: Boom!1
- 2024: Re-Vision

### Mit Kamelot
Studioalben
- 2012: Silverthorn

Livealben
- 2020: I Am the Empire

Singles/Musikvideos
- 2012: Sacrimony (Angel of Afterlife)

### Mit Timo Tolkki’s Avalon
Studioalben
- 2013: The Land of New Hope
- 2014: Angels of the Apocalypse

Singles/Musikvideos
- 2013: Enshrined in My Memory

### Mit Dreamstate
Singles/Musikvideos
- 2012: Evolution
- 2022: Washed away

### Mit Tony Kakko
Singles/Musikvideos
- 2014: Christmas Is Here

### Mit Gus G.
Singles/Musikvideos
- 2015: What Lies Below

### Mit Arion
Singles
- 2016: At the Break of Dawn

### Mit Smash into Pieces
Singles
- 2015: My Cocaine
- 2025: Paradise

### Mit Circus of Rock
- 2021: In Times of Despair (auf dem Album Come One, Come All)